# 杵屋巳三郎 (3代目)
三代目 杵屋 巳三郎（きねや みさぶろう、1967年10月2日 - ）は、長唄唄方。本名及び旧芸名は「山口太郎」。父は俳優の山口崇。姉は俳優の山口由紀。

## 来歴・人物
父の影響で幼少の頃より長唄に親しみ、杵屋巳太郎に入門し、杵屋巳津也（みつや）となった。また、東音福田克也にも師事し、舞踊会、歌舞伎、演奏会に出演する他、箏曲グループのCDや演奏会に参加し、前衛舞踏家とミュージシャンとのセッションなどを行っている。
2022年5月、三代目杵屋巳三郎を襲名した。

## 主な公演
- 歌舞伎公演